# Villers-les-Cagnicourt Communal Cemetery
Villers-les-Cagnicourt Communal Cemetery is een begraafplaats gelegen in de Franse plaats Villers-lès-Cagnicourt (Pas-de-Calais). De militaire graven worden onderhouden door de Commonwealth War Graves Commission.
De begraafplaats telt 2 geïdentificeerde Gemenebest graven uit de Tweede Wereldoorlog.